# V Grupa Lotnicza
V Grupa Lotnicza – jednostka lotnictwa wojskowego utworzona na przełomie 1919 i 1920 roku w garnizonie Kraków z eskadr francuskich wchodzących wcześniej w skład Grupy Lotniczej przy Froncie Południowo-Zachodnim.

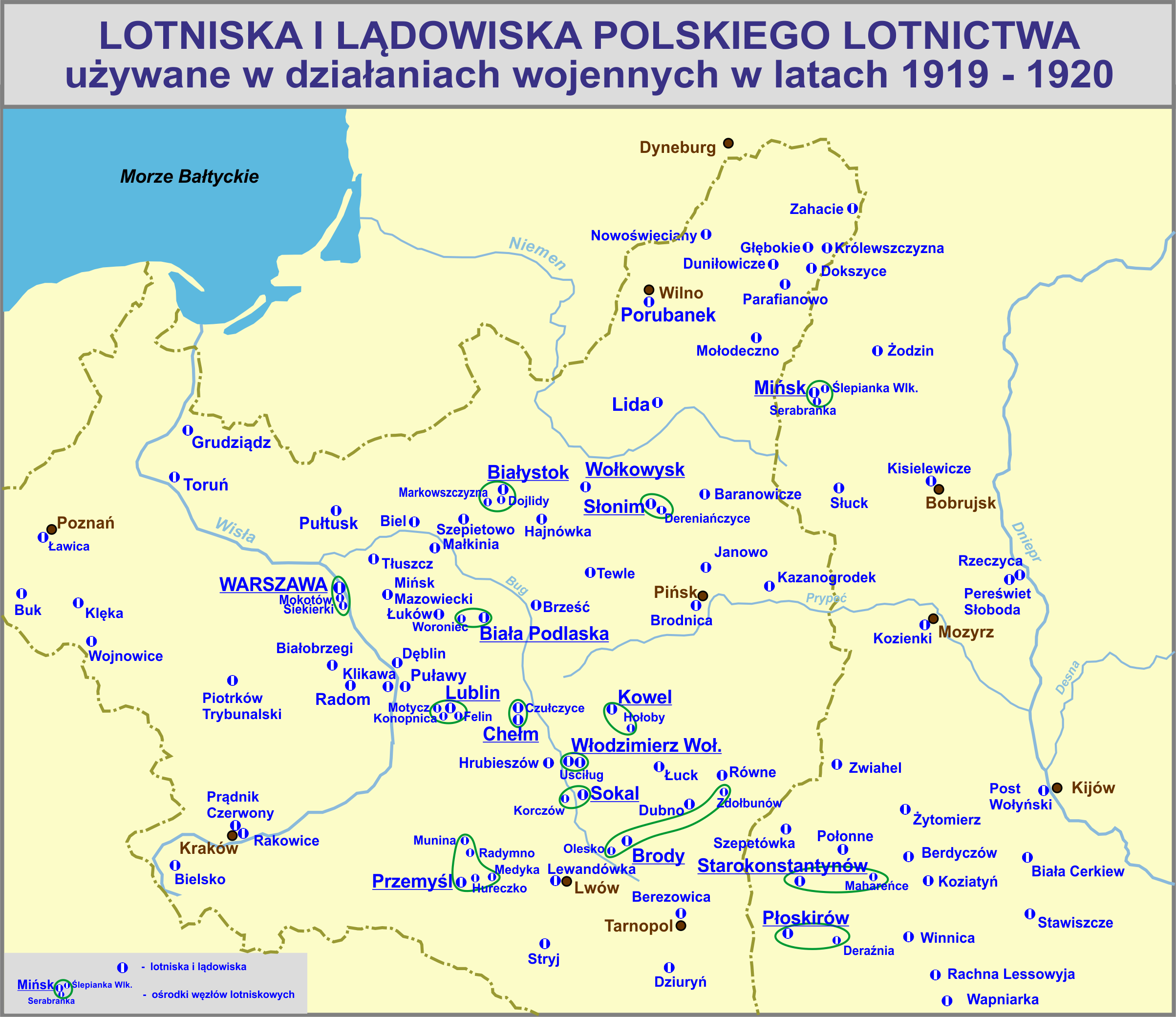

## Grupa Lotnicza przy dowództwie Frontu Południowo-Zachodniego
Wiosną 1917 roku przystąpiono do formowania Armii Polskiej we Francji. Przy formującej się armii postanowiono stworzyć polski oddział lotniczy. W lipcu 1917 roku pierwsza grupa ochotników wyjechała na szkolenie lotnicze. Na wiosnę 1919 roku dzięki staraniom generała Hallera, dowodzącego Armią Polską we Francji, władze francuskie przydzieliły Polakom siedem eskadr lotniczych, sześć eskadr wywiadowczych i jedna myśliwska:
- 39 eskadra Breguetów
- 59 eskadra Breguetów
- 66 eskadra Breguetów
- 162 eskadra Spadów
- 580 eskadra Salmsonów
- 581 eskadra Salmsonów
- 582 eskadra Salmsonów

W polskich rękach znalazły się też dwie szkoły lotnicze (niższa i wyższa) razem z instruktorami i samolotami szkolnymi.
W okresie kwiecień-czerwiec 1919 Armia Hallera, licząca wówczas ok. 70 000 żołnierzy, wraz z całym wyposażeniem została przetransportowana do Polski, gdzie wzięła udział w wojnie polsko-ukraińskiej w Galicji Wschodniej.
Lotnictwo armii Hallera w związku z zakazem Francji użycia go w walce stopniowo polonizowano zastępując personel francuski - polskim i wysyłano na front. Część sprzętu eskadr przydzielano polskim jednostkom.
We wrześniu 1919 Armia Hallera została włączona organizacyjnie do Wojska Polskiego.
20 września 1919 roku grupa lotnicza składała się z 
39 eskadra Breguetów
59 eskadra Breguetów
580 eskadra Salmsonów
i podlegała Frontowi Południowo-Zachodniemu z dowództwem w Krakowie.

## V Grupa Lotnicza
Na przełomie 1919/20 roku z eskadr francuskich zorganizowana została V Grupa Lotnicza. Pierwszym dowódcą grupy został mjr pil. Jerzy Kossowski. W jej składzie znalazły się 3, 39 i 59 eskadra lotnicza oraz IV Ruchomy Park Lotniczy.

## V dywizjon lotniczy
Reorganizacja lotnictwa bojowego wiosną 1920 przemianowała grupy lotnicze na dywizjony oraz zniosła numerację odrębną eskadr wielkopolskich i francuskich. Wszystkie istniejące w kraju eskadry otrzymały numerację porządkową od 1 do 21 (bez 20).
W kwietniu 1920 roku grupa przemianowana została na V dywizjon lotniczy.
Dywizjon stacjonował wtedy w Kijowie, a w jego skład weszły:
- 3 eskadra wywiadowcza
- 16 eskadra wywiadowcza

W ofensywie kijowskiej V dywizjon przydzielony został do 2 Armii gen. Antoniego Listowskiego.
7 kwietnia 16 eskadra wywiadowcza otrzymała rozkaz przebazowania się transportem kolejowym na swe lotnisko przyfrontowe w majątku Kremieńczuki pod Starokonstantynowem, eskadra na miejsce dotarła w połowie kwietnia. 3 eskadra wywiadowcza otrzymała rozkaz przeniesienia się na lotnisko do Zwiahla, by tam wspierać uderzenie Grupy Operacyjnej gen. Rydza-Śmigłego na Żytomierz.
24 kwietnia 1920 roku, w związku z mającą się rozpocząć ofensywą wojsk polskich, eskadra została przydzielona do 13 DP.
Od 25 kwietnia 16 eskadra wywiadowcza aktywnie walczyła o zdobycie Czudnowa, Chmielnika, Żytomierza, Berdyczowa, Koziatynia. Wykonywała loty rozpoznawcze i bombardierski.
3 maja Grupa Operacyjna gen. Rydza-Śmigłego została wzmocniona i przemianowana na 3 Armię. Jej działania, mające na celu dotarcie do linii Dniepru i zdobycie Kijowa, miał wspierać z powietrza V dywizjon lotniczy. Piloci wspierali działania armii podczas zdobywania Białej Cerkwi oraz w trakcie pościgu za szybko wycofującym się nieprzyjacielem. Wykonywali także loty rozpoznawcze nad Kijów. 7 maja do Kijowa weszły pierwsze polskie oddziały.
W Kijowie V dywizjon lotniczy (składający się z 3 i 16 eskadry) stacjonował na lotnisku Post Wołyński.
Operując z lotniska w Kijowie samoloty dywizjonu brały udział w rozpoznaniu lotniczym wzdłuż Dniepru, na południe w kierunku na Kaniów i Czerkasy.
24 maja samoloty 3 i 16 eskadry wzięły udział w bombardowaniu Rżyszczewa i ostrzeliwały z kaemów bolszewickie statki na Dnieprze.
28 i 30 maja oraz 1 czerwca samoloty V dywizjonu wykonały kilkanaście nalotów na rosyjską flotyllę rzeczną przygotowującą się do desantu pod Rżyszczewem.
Następnie V dywizjon skierowano do walk na północ od Kijowa.
Łącznie podczas działań na Ukrainie od 1 maja do 6 czerwca załogi V dywizjonu wykonały ponad 100 lotów bojowych i zrzuciły na pozycje sowieckie ponad 3500 kg bomb. Straty wyniosły dwóch poległych i trzech rannych lotników oraz 15 samolotów zniszczonych lub poważnie uszkodzonych.
10 czerwca po południu sprawne jeszcze samoloty eskadr V dywizjonu przeleciały na lotnisko w Zwiahlu. W kolejnych dniach przebazowano eskadry na lotnisko Szepietówka. W czerwcu dowódcą dywizjonu był mjr pil. Jerzy Kossowski. 23 czerwca 3 eskadra wywiadowcza straciła swe ostatnie samoloty. W trudnej sytuacji sprzętowej była również 16 eskadra wywiadowcza. Resztki eskadr przesunięto do Łucka, do bazy zaopatrzenia armii, gdzie czekały na dostawę nowego sprzętu z Warszawy. W celu odtworzenia gotowości bojowej eskadr V dywizjonu pierwsze samoloty przybyły pod koniec czerwca. 9 lipca eskadry przebazowano do Chełma, a 8 sierpnia do Lublina.

## V dywizjon myśliwski
W sierpniu 1921 roku V dywizjon myśliwski składający się z 13 i 15 eskadry myśliwskiej wszedł w skład 3 pułku lotniczego w Poznaniu.